# Surfistas Orgulhosas na Mulher d'África
Surfistas Orgulhosas na Mulher d'África (SOMA) é uma organização não governamental fundada por surfistas portuguesas em 2020 para promover socialização e lazer para jovens mulheres africanas, sobretudo nos países da CPLP.

## Fundação
A ONG foi fundada em outubro de 2020 pela surfista portuguesa Francisca Sequeira. A então assistente de bordo, que visitava frequentemente a Ilha de São Tomé, se viu sem trabalho durante a pandemia de COVID-19, decidiu se dedicar a ajudar as mulheres locais a encontrar, no surfe, o lazer e o empoderamento que ela mesma havia sentido ter encontrado na prática. Pela formação de senso de comunidade, a prática visava dar às jovens da ilha oportunidades de lazer e combater a desigualdade de género, a violência contra mulheres e a gravidez precoce, problemas sérios em São Tomé e Príncipe. A ONG tem como embaixadora a surfista portuguesa Mariana Rocha Assis, que foi, ela, vítima de tentativa de violação e sobreviveu após ser esfaqueada, e os treinamentos têm a participação dela e da surfista de ondas grandes Joana Andrade.

## Atividades
A ONG organiza aulas de surf para mulheres entre 6 e 18 anos, além de campeonatos locais.
Também organiza atividades comunitárias como mutirões para limpeza da praia, forma treinadoras de surfe na comunidade local, organiza palestras sobre empoderamento feminino através do desporto e faz a conexão entre diferentes organizações locais e o Comité Olímpico de São Tomé e Príncipe.